# جزیره والستن (استرالیای غربی)
جزیره والستن (استرالیای غربی) (به انگلیسی: Wollaston Island (Western Australia)) یک جزیره غیر مسکونی در کشور استرالیا است.

## خصوصیات
جزیره ۰ نفر جمعیت دارد.